# Ферреро делла Мармора, Тересио
Тересио Мария Карло Витторио Ферреро делла Мармора (итал. Teresio Maria Carlo Vittorio Ferrero della Marmora; 15 октября 1757, Турин, Сардинское королевство — 30 декабря 1831, там же) — итальянский кардинал, доктор обоих прав. Епископ Казале-Монферрато с 27 июня 1796 по 18 мая 1803. Епископ Салуццо с 1 февраля 1805 по 9 апреля 1824. Кардинал-священник с 27 сентября 1824 по 30 декабря 1831.